# خنرال خوزه د سان مارتین (چاکو)
خنرال خوزه د سان مارتین (به اسپانیایی: General José de San Martín) یک منطقهٔ مسکونی در آرژانتین است که در Libertador General San Martín Department واقع شده‌است. خنرال خوزه د سان مارتین ۷۹٫۸۹ کیلومتر مربع مساحت و ۳۱٬۷۵۸ نفر جمعیت دارد و ۷۴ متر بالاتر از سطح دریا واقع شده‌است.